# Yokji-myeon
Yokji-myeon (koreanska: 욕지면) är en socken i kommunen Tongyeong i provinsen Södra Gyeongsang i den södra delen av Sydkorea, 345 km sydost om huvudstaden Seoul. Den består av 10 bebodda öar och 146 obebodda öar.  Huvudön är Yokjido (12,7 km²) med 1 455 invånare, som ligger cirka 20 km från fastlandet.